# Xavier Junquet
Xavier Junquet (Cornellà de Conflent, 1823 — Perpinyà, 1914) va ser un metge i botànic nord-català.
Des del 1846 possiblement va exercir la medicina al balneari de Vernet, en una professió que li venia de família. Paral·lelament es dedicà a la recol·lecció de mostres botàniques pel territori de la Catalunya del Nord, herboritzant a les comarques del Conflent, l'Alta Cerdanya i el Vallespir. Plasmà la seva tasca en un manuscrit conservat a la Societat Agrícola, Científica i Literària dels Pirineus Orientals; el botànic cerdà Lluís Companyó en publicà els resultats.

## Obres
- Catalogue des plantes récoltées sur le Canigou, Carença et vallées environnantes 1857, 60 pp. (original conservat a la biblioteca de la Societat agrícola, científica i literària dels Pirineus Orientals de Perpinyà; l'Herbari de l'Institut de botànica de Montpeller en té una còpia )